# Xylophloeus nainitalensis
Xylophloeus nainitalensis is een keversoort uit de familie dwergschorskevers (Laemophloeidae). De wetenschappelijke naam van de soort werd in 1978 gepubliceerd door Mukhopadhyay & Sen Gupta.